# 女儿谷
《女儿谷》是导演谢晋在1996年执导的一部影片，讲述的是女囚犯们在狱中的生活，通过影片描述的监狱生活，探讨人生的价值。

## 演员名单
- 李翠云
- 马翎雁
- 赵　薇
- 赵娜娜

## 获奖
- 1996年北京大学生电影节“特别荣誉奖”

## 其他荣誉
- 1995年联合国妇女大会特别展映影片